# Leżakowanie (produkcja napojów alkoholowych)
Leżakowanie – jeden z końcowych etapów wyrobu różnych alkoholi, np.: wina, piwa, wódek szlachetnych, miodu pitnego. Leżakowanie polega na przetrzymywaniu napojów w beczkach, kadziach lub tankach w specjalnych piwnicach leżakowych w celu sklarowania płynu oraz polepszenia jego smaku i zapachu. Leżakowanie pozwala na zajście powolnych przemian fizyko-chemicznych, czyli na tzw. „dojrzewanie” trunku.

## Leżakowanie piwa

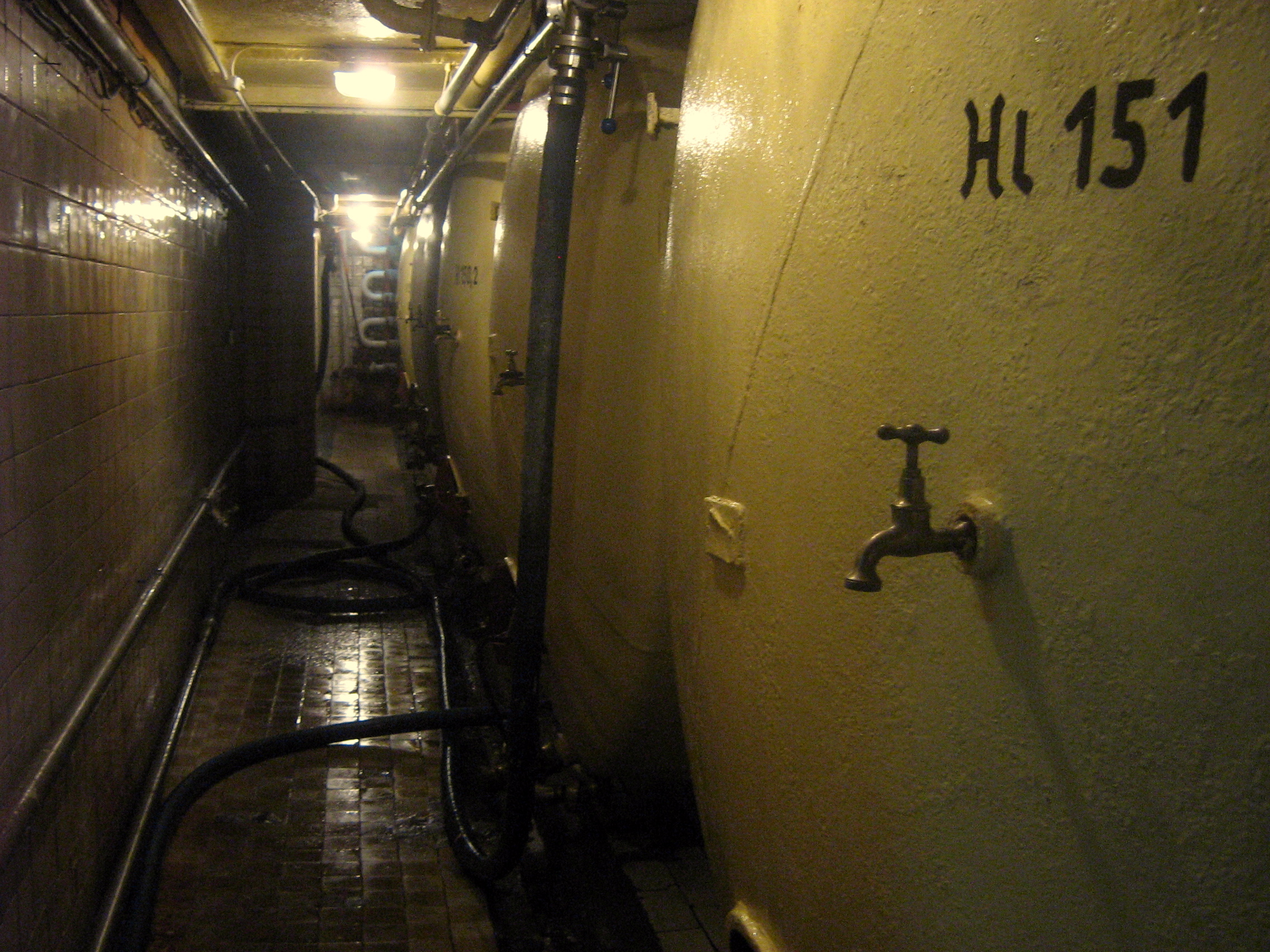
Tanki leżakowe w piwnicy leżakowej Browaru Lwówek 1209

Leżakowanie to jeden z ostatnich etapów produkcji piwa. Ma on na celu przeprowadzenie procesu klarowania i dojrzewania piwa. Odbywa się w poziomych lub pionowych tankach leżakowych umieszczonych w piwnicy leżakowej, w niskich temperaturach ok. 0 °C. Trwa w zależności od gatunku piwa od jednego do kilku miesięcy. W tym czasie drożdże dolnej fermentacji osadzają się na dnie tanku, natomiast górnej fermentacji tworzą kożuch na powierzchni piwa, wytwarza się dwutlenek węgla oraz alkohol, piwo się klaruje i osiąga pożądany bukiet smakowo-zapachowy. Następnym etapem jest odfiltrowanie gotowego piwa, pasteryzacja i rozlew do butelek i puszek.
W piwowarstwie nowoczesnym często zastępuje się leżakowanie piwa tzw. kondycjonowaniem w specjalnie do tego przystosowanych tankofermentorach.